# Nomia clavicauda
Nomia clavicauda är en biart som beskrevs av Cockerell 1947. Nomia clavicauda ingår i släktet Nomia och familjen vägbin. Inga underarter finns listade i Catalogue of Life.